# Mercedes Cup 1989
Il Mercedes Cup 1989 è stato un torneo di tennis giocato sulla terra rossa. È stata la 12ª edizione del Mercedes Cup, che fa parte del Nabisco Grand Prix 1989. Si è giocato a Stoccarda in Germania, dal 24 al 30 luglio 1989.

## Campioni

### Singolare
Martín Jaite ha battuto in finale  Goran Prpić con il punteggio di 6–3, 6–2

### Doppio
Petr Korda /  Tomáš Šmíd hanno battuto in finale  Florin Segărceanu /  Cyril Suk con il punteggio di 6–3, 6–4